# Nagy Ferenc (kémikus, 1927–2009)
Nagy Ferenc (Debrecen, 1927. augusztus 28. – Budapest, 2009. augusztus 26.) magyar fizikai kémikus, egyetemi tanár, a Magyar Tudományos Akadémia rendes tagja. Kutatási területe a kémiai reakciókinetika és a katalízis problémái 1968 és 1972 között az MTA Központi Kémiai Kutatóintézet igazgatója.

## Életpályája
1946-ban kezdte meg egyetemi tanulmányait a Pázmány Péter Tudományegyetem Természettudományi Karán, ahol 1949-ben vegyészi oklevelet, 1950-ben tanári diplomát szerzett. Már diplomája megszerzése előtt, 1948-tól az Pázmány Péter (1950-től Eötvös Loránd) Tudományegyetem fizikai kémia tanszékének gyakornoka, majd tanársegéde volt, 1951 és 1954 között akadémiai aspriánsként. 1954-ben a Magyar Tudományos Akadémia Központi Kémiai Kutatóintézetében kapott tudományos munkatársi megbízást. 1954-től osztályvezetőként dolgozott, s már fiatalon, 1958-ban kinevezték a kutatóintézet igazgatóhelyettesévé. Tíz évvel később, 1969-ben vehette át igazgatói kinevezését. Közben 1964-ben Akadémiai Díjban részesült. Az intézetet 1972-ig vezette, utána tudományos tanácsadóként vett részt a Központi Kémiai Kutatóintézet munkájában.
1981-ben távozott az intézettől, amikor az Eötvös Loránd Tudományegyetem szervetlen és analitikai kémiai tanszékénél kapott tanszékvezető egyetemi tanári kinevezést. A tanszéket 1992-ig vezette, ezt követően még hetvenedik életévének betöltéséig, 1997-es nyugdíjba vonulásáig egyetemi tanárként oktatott tovább a tanszéken.
1954-ben védte meg a kémiai tudományok kandidátusi, 1958-ban pedig doktori értekezését. Az MTA Fizikai-Kémiai és Szervetlen Kémiai Bizottsága tagja volt. 1965-ben megválasztották a Magyar Tudományos Akadémia levelező, majd húsz évvel később, 1985-ben annak rendes tagjává. 1980 és 1985 között tagja volt az MTA Tudományos Minősítő Bizottságának.

## Munkássága
Kutatási területe a kémiai reakciókinetika és a katalízis problémái voltak. Vizsgálatai kiterjedtek a fémkatalizátorokon végbemenő hidrogénezési reakciók kérdéseire, bizonyította a gyökös, illetve ionos mechanizmust vizes fázisban. A Reaction Kinetics and Catalysis Letters című szakfolyóirat alapító kiadója és a szerkesztőbizottság magyar elnöke volt.